# Château de Holzheim
 (août 2017).

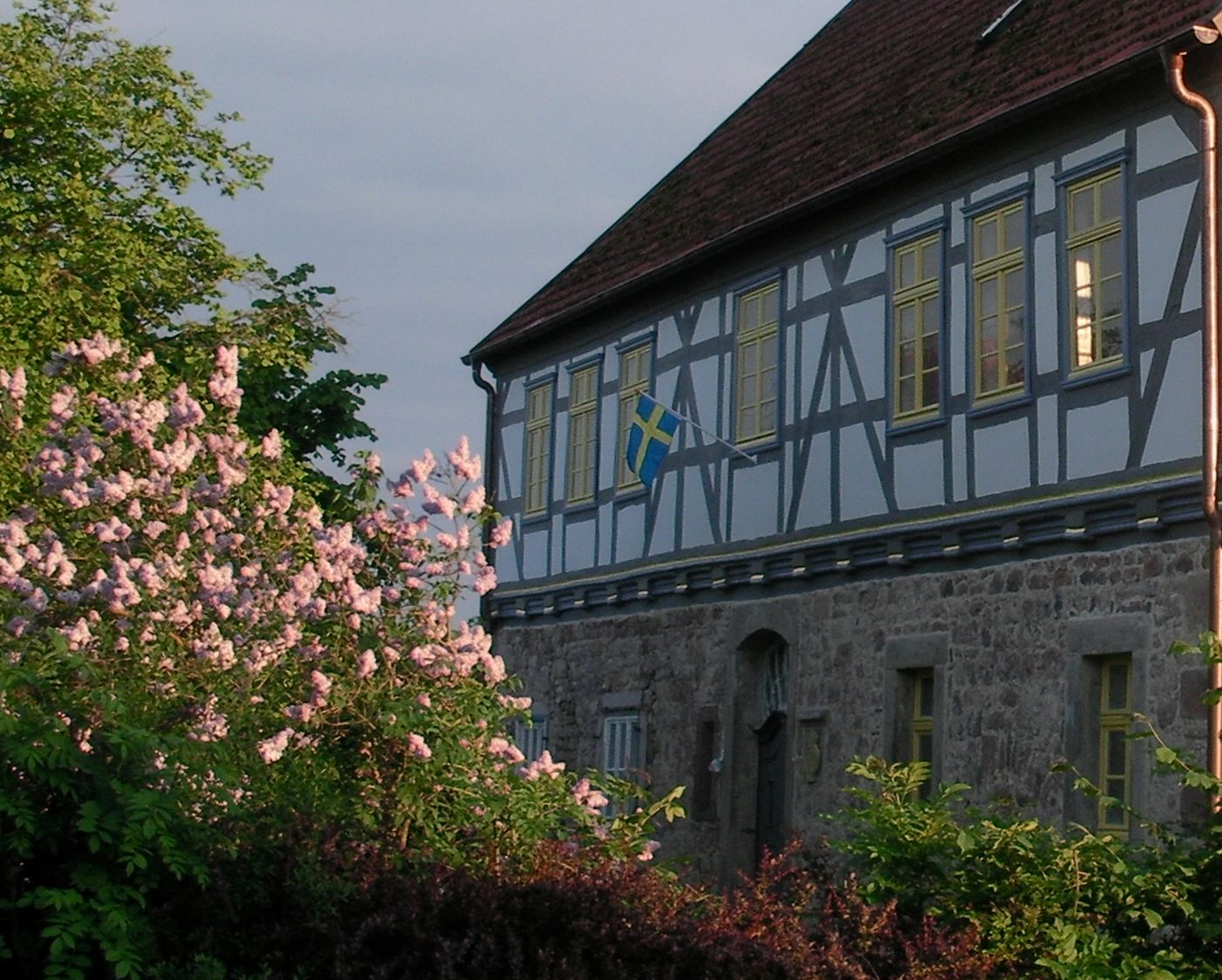
Château de Holzheim (Jagdschloss Holzheim) (2015)

Le château de chasse de Holzheim (en allemand : Jagdschloss Holzheim) est situé dans le village de Holzheim (Haunetal) (de) dans le Land allemand de Hesse, à environ 80 kilomètres au sud de Cassel.

## Histoire
C’est un ancien pavillon de chasse de la famille dirigeante de Hesse-Cassel. Le domaine (château), de style baroque, a été construit entre 1732 et 1735 sous Frédéric Ier, roi de Suède et Landgrave de Hesse-Cassel, sur les murs de fondation d’époque médiévale (1183) de l’ancien manoir des familles nobles locales von Holzheim et von Romrod. Le père de Frédéric Ier, Charles Ier, Landgrave de Hesse-Cassel venait souvent y chasser. Le frère de Frédéric Ier, le prince Guillaume (à partir de 1751 Guillaume VIII, Landgrave de Hesse-Cassel), aimait cet endroit aussi en raison de la richesse en gibier du domaine princier.
Le bâtiment est entouré par les vestiges d'un jardin baroque (Schlossgarten, ou « jardin du château »), où poussent de nombreuses plantes rares et exotiques, y compris des roses anciennes, des rhododendrons et des arbres. La pièce maîtresse du jardin baroque est le tilleul à grandes feuilles (Tilia platyphyllos) de plus de 350 ans, appelé « Tilleul du landgrave ».
Schloss Holzheim est un monument historique national protégé.